# Rick Roberts

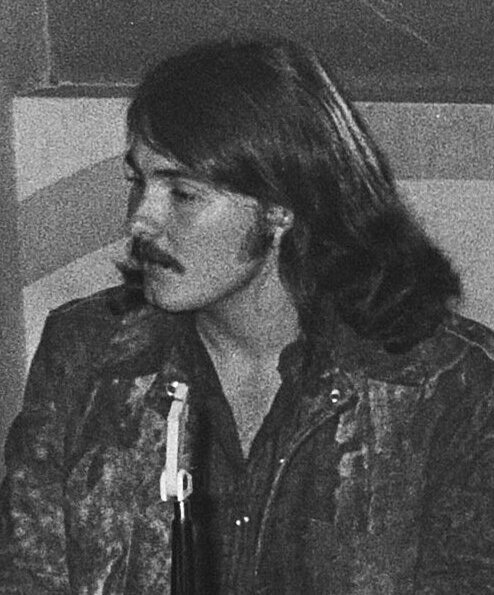
Rick Roberts (Amsterdam, 1970)

Rick Roberts (* 31. August 1949 in Florida) ist ein US-amerikanischer Sänger/Songschreiber, der in den 1970er und 1980er Jahren durch seine Arbeit mit den Musikgruppen The Flying Burrito Brothers und Firefall bekannt wurde.

## Biografie

### Kindheit
Roberts wurde 1949 in Florida geboren und war schon früh ein großer Fan der Byrds. Später lebte er in Washington, D.C., South Carolina und Colorado, wo er in Clubs als Sänger mit Gitarre auftrat. Mit 19 trampte er nach Los Angeles, um dort in die obere Musikerschicht aufgenommen zu werden. Er musste ein Jahr lang an jede Tür klopfen, bis Ed Tickner, Manager der Flying Burrito Brothers, auf ihn aufmerksam wurde. 
Ein Traum wurde für ihn wahr, als er zunächst bei der Byrds LP Untitled Background Vocals beisteuern durfte, auch wenn er auf der Plattenhülle unerwähnt blieb.

### The Flying Burrito Brothers

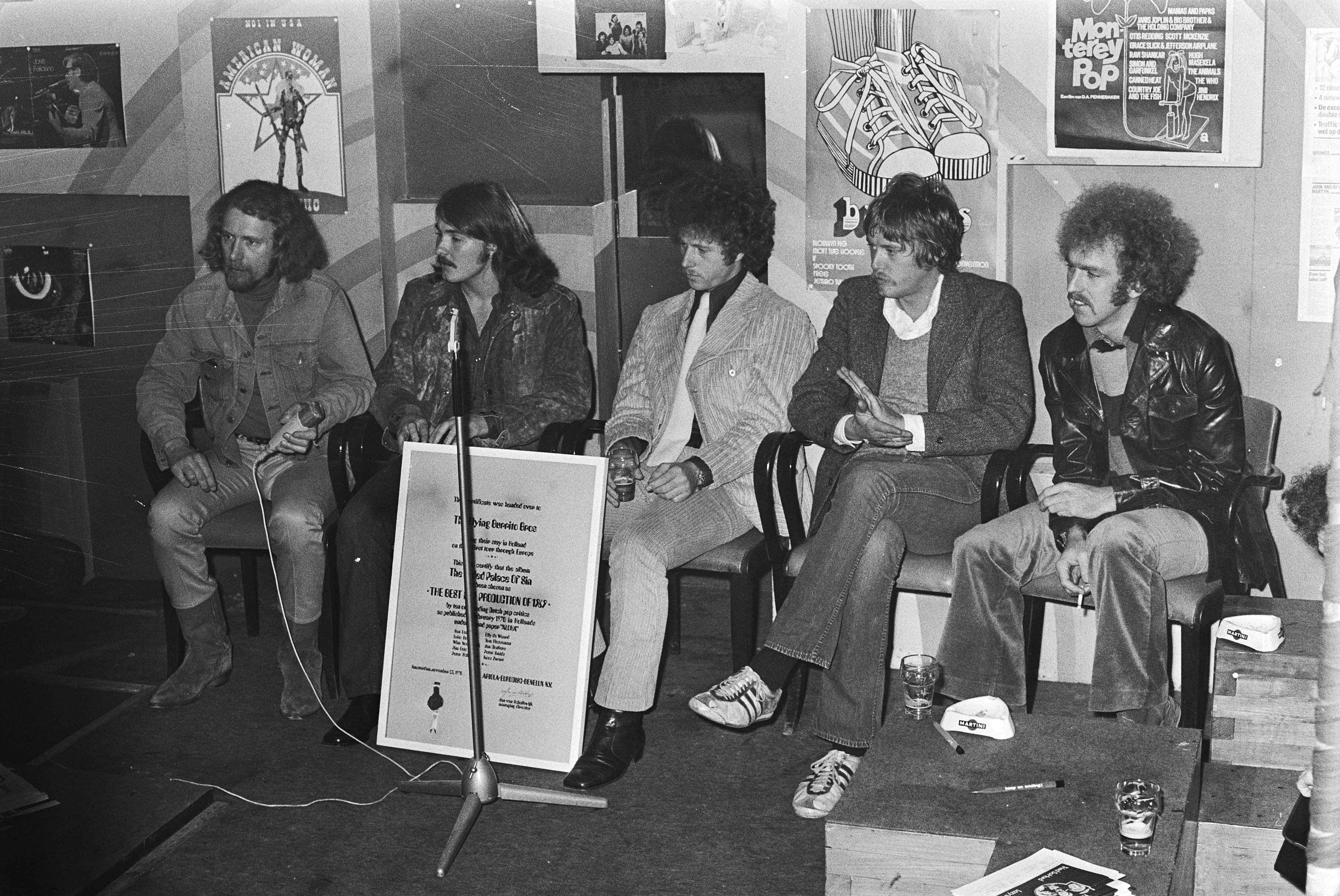
Flying Burritos (Amsterdam, 1970). Von links nach rechts: 'Sneaky' Pete Kleinow, Rick Roberts, Chris Hillman, Michael Clarke & Bernie Leadon

1970 wurde er schließlich in die Burritos aufgenommen, die sich, seit der Trennung von Gram Parsons, als Quartett durchgeschlagen hatten. An der Seite der Ex-Byrds Chris Hillman (Gesang, Bass, Gitarre, Mandoline) und Michael Clarke (Schlagzeug) sowie Bernie Leadon (Gesang, Gitarre) und Sneaky Pete Kleinow (Pedal Steel Gitarre) nahm er 1970 an einer ausgedehnten Tournee durch Europa teil, während der er eine intensive Songschreiberpartnerschaft mit Hillman entwickelte. Mit neuem Songmaterial begaben sich die Burritos im Winter 1970/71 wieder in das Aufnahmestudio. Anfang 1971 erschien ihre dritte LP ‚The Flying Burrito Bros.’, bei der drei von Roberts’ Eigenkompositionen, (Four Days Of Rain, Colorado und Why Are You Crying) zu den stärksten und überzeugendsten Songs des Albums gehörten. 
Kurz nach Veröffentlichung der LP verließ Pete Kleinow die Band und wurde im April 1971 durch Al Perkins (Pedal Steel Gitarre) ersetzt. Im Juni trat der Country-Fiddler Byron Berline der Gruppe bei.
Enttäuscht, weil er durch Rick Roberts in die zweite Reihe als Leadsänger versetzt worden war, ging auch Bernie Leadon und schloss sich im August zunächst der Begleitband von Linda Ronstadt an, bevor er, mit weiteren Musikern dieser Formation, die Eagles gründete.
Chris Hillman, der seine musikalische Karriere als Bluegrass Mandolinenspieler begonnen hatte, verstärkte die Country-Sektion der Gruppe durch Kenny Wertz (Gitarre, Banjo) und Roger Bush (Kontrabass) und teilte ihr Bühnenprogramm bald in einen Part mit klassischen Burrito-Songs, fetzigem Rhythm and Blues und neuen Rick Roberts Songs sowie einen mit purem Bluegrass unter dem Arbeitstitel ‚Country Gazette’.
Eine Zusammenstellung mit Live-Aufnahmen dieses Programms von Ende 1971 wurde Anfang 1972 als Album unter dem Titel ‚Last Of The Red Hot Burritos’ veröffentlicht, der letzten Platte der Original Flying Burrito Brothers.
Nachdem auch Hillman, Clarke und Perkins die Gruppe verlassen hatten, die Burritos jedoch weitere Auftrittsverpflichtungen erfüllen mussten, unternahmen sie, nun unter Roberts’ Leitung, eine Tournee durch Holland und Skandinavien, verstärkt durch die Musiker Don Beck (Pedal Steel) und Eric Dalton (Drums). Die Band tourte jetzt unter dem Namen ‚The Hot Burrito Revue’.
Rick Roberts verweigerte lange Zeit die Veröffentlichung von Aufnahmen dieser Tournee, da er deren schwache Qualität erkannte, stimmte schließlich aber zu, nachdem eine holländische Plattenfirma enormen Druck auf ihn ausgeübt hatte. Ariola Records veröffentlichte 1973 schließlich die Doppel-LP ‚Live in Amsterdam’. 1974 erschienen die Aufnahmen auf zwei verschiedenen Alben erneut, ‚In Concert’ mit dem Countryrock Programm, und ‚Bluegrass Special’ mit dem Programm der Country Gazette.

### Solo
Nach der Tournee löste sich die Band auf und Roberts begann eine Solokarriere. Er nahm zwei Alben auf, Windmills (1972) und ‚She Is A Song’ (1973), letzteres von Chris Hillman produziert und von der Publishing Firma von Stephen Stills veröffentlicht.

### Firefall
1973 starb Ex-Byrd/Ex-Burrito Gram Parsons. Seine Mitsängerin und Begleitband traten weiterhin unter dem Namen Emmylou Harris and The Fallen Angels auf. Gitarrist der Band war Jock Bartley. Bei einem Auftritt in New York teilten sie die Bühne mit Rick Roberts. Bartley und Roberts wurden Freunde und gründeten 1974, gemeinsam mit Mark Andes (Gesang, Bass) und Larry Burnett (Gesang, Gitarre) die Band Firefall. Kurz darauf stieß der Schlagzeuger, Ex-Byrd und Ex-Burrito-Kollege, Michael Clarke (Drums), hinzu. Stagemanager der Band war Dallas Schoo, der auch auf dem Album Elan Gitarre spielte. Bis 1981 konnten Firefall mehrere Charthits verbuchen, darunter ihren größten Erfolg ‚You Are The Woman’ (Nr. 9 in den Billboard Charts).

### Seit 1982
Nach Auflösung von Firefall schlug Roberts sich als Solosänger durch, in einer Zeit, in der New Wave und Punkmusik populär waren und Countryrock-Musiker bei großen Plattenfirmen keine Verträge mehr erhielten.
Zwei Ex-Byrds, denen es genauso erging, Gene Clark und Michael Clarke, sicherten ihre Existenz ab Mitte der 1980er Jahre durch Auftritte mit sogenannten Byrds Tribute Bands.
Die Mitmusiker lösten sich, je nach Verfügbarkeit, ab. Rick Roberts war hier besonders in den Jahren 1985/86 und noch einmal 1990, zusammen mit Gene Clark und Sneaky Pete Kleinow, aktiv.
1991 gingen auch Firefall wieder auf Tournee. Rick Roberts beteiligte sich bis 1993. Danach zog er sich weitgehend aus dem Musikgeschäft zurück.
Am 10. April 2008 organisierte Bartley ein Firefall Reunion-Konzert, an dem, außer dem 1992 verstorbenen Michael Clarke, alle früheren Bandmitglieder teilnahmen. Auch Rick Roberts war anwesend, konnte jedoch, aus gesundheitlichen Gründen, nicht mit auf die Bühne.
2010 kehrte Rick Roberts zur Musik zurück. Er veröffentlichte drei 4-Song-EPs auf iTunes und lancierte seine Webseite.

## Diskografie

### Flying Burrito Brothers
- 1971: Flying Burrito Bros. (A&M)
- 1972: Last Of The Red Hot Burritos (A&M)
- 1972: Live in Amsterdam (Ariola)
- 1974: Bluegrass Special (Ariola)
- 1974: In Concert (Ariola)

### Solo
- 1972: Windmills (A&M)
- 1973: She Is A Song (A&M)
- 2010: Phases (4-Song-EP, iTunes)
- 2010: Same Mirror, Different Reflections (4-Song-EP, iTunes)
- 2011: Full Bloom (4-Song-EP, iTunes)

### Firefall
- 1976: Firefall (Atlantic)
- 1977: Luna Sea (Atlantic)
- 1978: Elan (Atlantic)
- 1979: Undertow (Atlantic)
- 1980: Clouds Across The Sun (Atlantic)